# Santa Cristina e Bissone
Santa Cristina e Bissone là một đô thị ở tỉnh Pavia trong vùng Lombardia của Ý, có cự ly khoảng 45 km về phía đông nam của Milan và khoảng 25 km về phía đông nam của Pavia. Tại thời điểm ngày 31 tháng 12 năm 2004, đô thị này có dân số 1.881 người và diện tích là 22,2 km².
Santa Cristina e Bissone giáp các đô thị sau: Badia Pavese, Chignolo Po, Corteolona, Costa de' Nobili, Inverno e Monteleone, Miradolo Terme, Pieve Porto Morone.